# پارکر (داکوتای جنوبی)
پارکر(به انگلیسی: Parker) شهری در ایالت داکوتای جنوبی کشور ایالات متحده آمریکا است که جمعیت آن در سرشماری سال ۲۰۱۰ میلادی، ۱٬۰۲۲ نفر بوده‌است.